# Georges Gagnon
Georges Gagnon (13 septembre 1858 - 24 octobre 1936) est un homme d'Église catholique romaine québécois. Il est né le 13 septembre 1858 à Saint-Arsène,. Il fut ordonné le 17 septembre 1888. Il fut curé des paroisses de Saint-Hubert et de Saint-Luc et vicaire de deux autres paroisses. Il fut ensuite assistant du curé à Matane au Bas-Saint-Laurent avant de devenir curé de cette paroisse. En 1898, il devint curé de la paroisse de Saint-Damase dans la vallée de la Matapédia au Bas-Saint-Laurent. En 1901, il fut envoyé en tant que curé à Sainte-Félicité dans la municipalité régionale de comté (MRC) de Matane où il demeura durant 16 ans avant de prendre sa retraite. En effet, en 1917, il prit sa retraite à Rimouski avant de retourner dans sa paroisse natale de Saint-Arsène dans la MRC de Rivière-du-Loup. Pendant une dizaine années, il rendit service à de nombreux curés en prenant leur place lorsque ceux-ci étaient malades ou en vacances. Il meurt à Saint-Arsène le 24 octobre 1936 et est inhumé au cimetière du Séminaire de Rimouski à l'âge de 78 ans,.

## Annexe